# Gotabaya Rajapaksa
Nandasena Gotabaya Rajapaksa (en singalès: නන්දසේන ගෝඨාභය රාජපක්ෂ; en tàmil: நந்தசேன கோட்டாபய ராஜபக்ஸ; nascut el 20 de juny de 1949) és un polític i ex-militar de Sri Lanka que va exercir com a vuitè president de Sri Lanka des del 2019 fins al 2022. Anteriorment havia estat secretari del Ministeri de Defensa i Desenvolupament Urbà entre el 2005 i el 2015 sota l'administració del seu germà gran, l'expresident Mahinda Rajapaksa, liderant les Forces Armades de Sri Lanka a la derrota militar dels tigres tàmils, que va acabar amb la guerra civil d'Sri Lanka. Rajapaksha va anunciar la seva renúncia el 9 de juliol de 2022, amb efecte el 13 de juliol de 2022, després que centenars de milers de ciutadans es manifestessin davant de la seva residència exigint la seva dimissió.
Nascut en una família política prominent d'una província del sud, Rajapaksa es va educar a l'Ananda College de Colombo i es va unir a l'exèrcit el 1971. Al finalitzar la seva etapa com a militar, s'especialitzà tecnologia de la informació, abans d'emigrar als Estats Units el 1998. Retornà a Sri Lanka el 2005 per ajudar el seu germà en la seva campanya presidencial i aleshores fou anomenat secretari de Defensa. Durant el seu mandat, les forces armades van sufocar amb èxit la guerra civil derrotant els tigres tàmils i matant el seu líder Velupillai Prabhakaran el 2009.
El 2018 va presentar la seva candidatura per a les eleccions presidencials de 2019. De la mà plataforma pronacionalista, Rajapaksa basà el seu programa en el desenvolupament econòmic i de seguretat nacional. És la primera persona amb antecedents militars que ha ocupat el càrrec de la presidència del país, així com la primera persona que no havia ocupat un càrrec electe abans. Durant la seva presidència va incrementar el poder de l'executiu mitjançant la 20a esmena i el nepotisme. Els membres de la família Rajapaksa van ocupar posicions de poder. Així mateix, la mala gestió econòmica va comportar una fallida del país, comportant una greu escassetat i inflació. Com a conseqüència, hi van haver protestestes arreu del país a inicis del 2022. L'administració de Rajapaksa va intentar reprimir les manifestacions mitjançant un autoritarisme creixent. Així, es declarà l'estat d'emergència, imposà tocs de queda, restringí les xarxes socials, hi hagueren agressions de manifestants i periodistes i l'arrest d'activistes. El 9 de juliol de 2022, Rajapaksa va informar al president del Parlament la seva dimissió, efectiva el 13 de juliol.